# Температура
Температу́ра (від лат. temperatura — належне співвідношення, нормальний стан) — фізична величина, яка описує стан термодинамічної системи. Вона є найважливішим параметром стану із застосовуваних у термодинаміці і однією із семи фізичних величин, на яких базується Міжнародна система одиниць (SI).

## Визначення температури

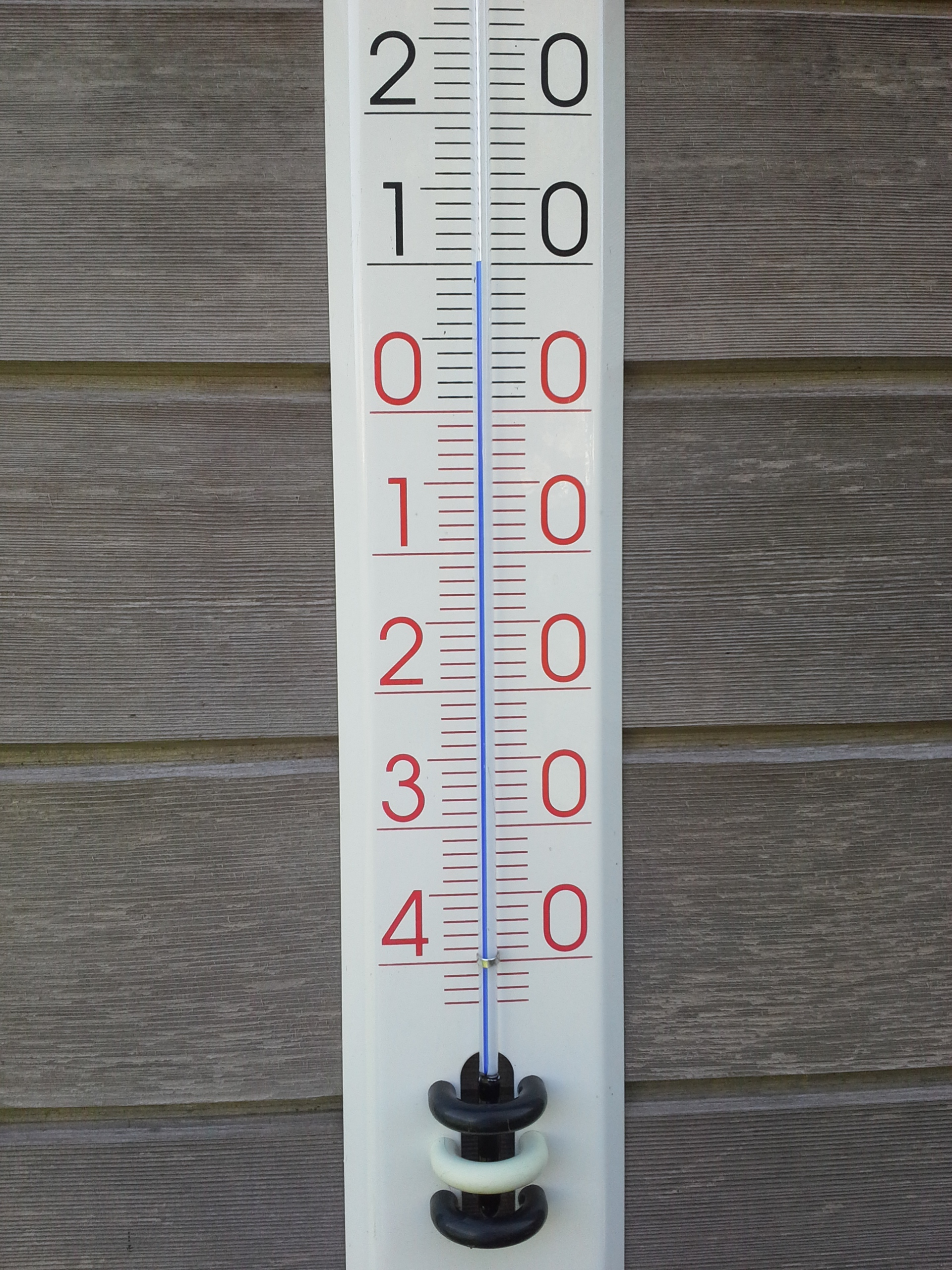
Температура, виміряна рідинним термометром

Температура за шкалою термометра на базі біметалевої пластини

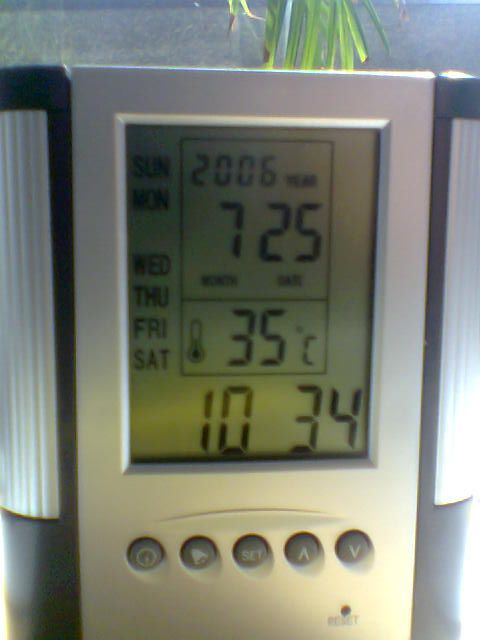
Температура (середній рядок) на термометрі з цифровою шкалою

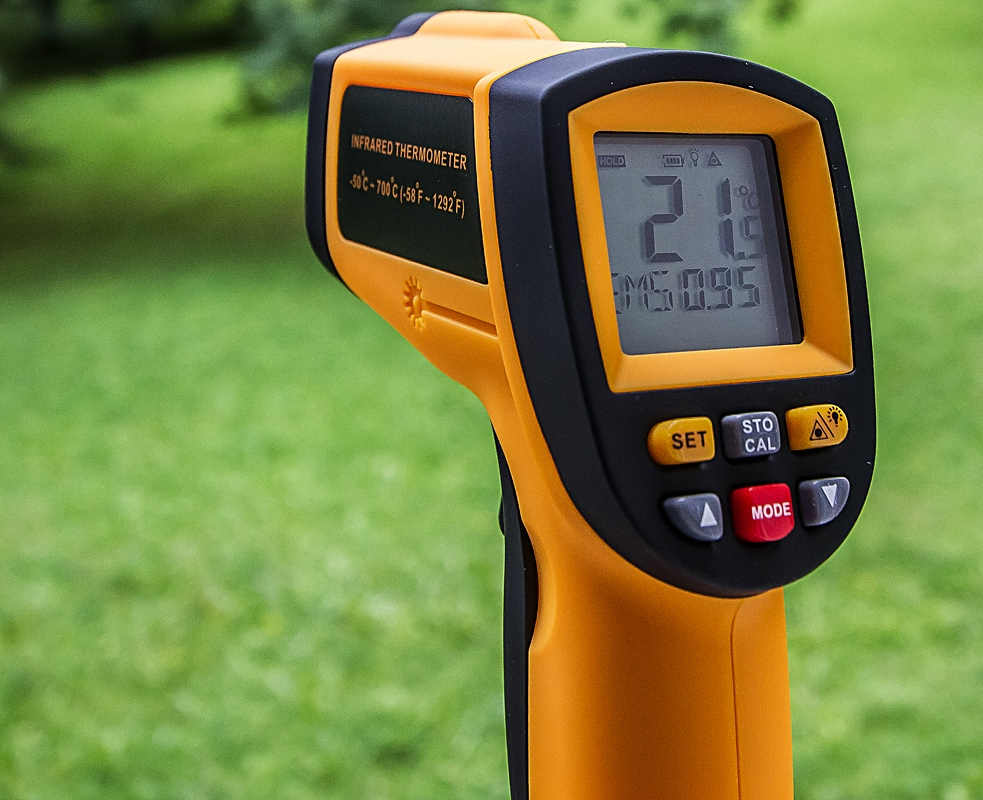
Температура на шкалі пірометра

Існує декілька визначень температури.
1. На побутовому рівні температура пов'язана із суб'єктивним сприйняттям «тепла» і «холоду». Наші відчуття дозволяють розрізняти якісні градації нагріву тіл: теплий, холодний, гарячий. Але придатна для науки кількісна міра ступеня нагріву не може бути виміряна за допомогою відчуттів. Простий експеримент підтверджує це. Якщо потримати одну руку у холодній воді, а другу — у гарячій, а потім обидві помістити у теплу воду, то рука, яка була у холодній воді буде відчувати тепло, а рука, що була у гарячій — холод. Крім того, за допомогою відчуттів ми можемо оцінювати ступінь нагріву чи охолодження у дуже вузькому діапазоні. Таким чином, необхідним є пов'язати кількісне вимірювання температури і побудову температурної шкали з об'єктивними фізичними явищами.
2. У класичній термодинаміці поняття емпіричної температури тісно пов'язане з рівновагою ізольованих систем, а саме — з тепловою рівновагою. Якщо дві ізольовані від навколишнього середовища рівноважні системи {\displaystyle A}; і {\displaystyle B}; ввести у тепловий контакт, який забезпечує особливий вид передачі енергії — прямий теплообмін між двома системами, то стан цих систем почне змінюватись до тих пір, поки між ними не настане стан рівноваги. Цей вид рівноваги, що не пов'язаний з масообміном, зміною тиску, концентрації або з хімічними перетвореннями, називається тепловою або термічною рівновагою. Теплова рівновага — це такий стан, який допускає можливість здійснення оборотного теплообміну між системами необмежено довго без зміни їх стану.

Вихідне визначення температури формулюється так:
Температура є єдиною функцією стану термодинамічної системи, яка вказує на напрям самовільного теплообміну між системами.
Звідси випливає, по-перше, що вищезгадані системи {\displaystyle A}; і {\displaystyle B}, які перебувають між собою у стані теплової рівноваги мають однакову температуру у будь-якій температурній шкалі, а, по друге, — дві системи, які не знаходяться одна з одною у тепловому контакті, але кожна з них нарізно знаходиться у тепловій рівновазі з третьою системою (вимірювальний прилад) мають однакову температуру. Останнє твердження має назву властивість транзитивності термодинамічної рівноваги. Деякі автори (Р. Фаулер і Е. Гуггенгейм) вважають цю властивість, яка почерпнута з загальнолюдського досвіду, нульовим законом термодинаміки.
Безпосереднє вимірювання температури є неможливим. У приладах для вимірювання температури (термометрах) використовують термометричне тіло, яке вводять у тепловий контакт з тілом, температуру якого потрібно виміряти. Фізична величина, яка знаходиться у функціональній залежності від температури і є її індикатором, має назву — термометрична величина. Наприклад, у рідинних термометрах термометричним тілом є рідина у резервуарі термометра, а термометричною величиною — об'єм рідини. У термометрах опору термометричним тілом є металеві дроти або напівпровідники, а термометричною величиною — їх електричні опори. Докладніше: Термометрія
Температура, що вимірюється термометрами називається емпіричною температурою. Строго кажучи, покази термометрів з різними термометричними тілами різняться між собою і збігаються лише в реперних точках. Наступним недоліком емпіричної температури є відсутність безперервної термометричної шкали, тому що жодне термометричне тіло неспроможне виконувати своє призначення у всьому діапазоні можливих температур.
Другий закон термодинаміки, а саме його частина — принцип існування абсолютної температури і ентропії ({\displaystyle \delta Q^{*}=TdS}), усуває цей недолік і дозволяє встановити термодинамічну шкалу, незалежну від термометричного тіла. Температура, виміряна за цією шкалою, є абсолютною або термодинамічною температурою.
3. Поряд з термодинамічним, в інших розділах фізики можуть вводитись й інші визначення температури. На мікроскопічному рівні температура пов'язана з тепловим рухом атомів та молекул, із яких складаються фізичні тіла, а саме — з їх середньою кінетичною енергією. Тому у молекулярно-кінетичній теорії справедливим буде таке визначення:
Температу́ра — скалярна фізична величина, яка характеризує середню кінетичну енергію частинок макроскопічної системи, що припадає на один ступінь вільності.
За словами П. Л. Капиці:
|                                                                   | …мірилом температури є не сам рух, а хаотичність цього руху. Хаотичність стану тіла визначає його температурний стан, і ця ідея (яку вперше розробив Людвіг Больцман), що певний температурний стан тіла зовсім не визначається енергією руху, але є хаотичністю цього руху, і це те нове поняття в описі температурних явищ, яким ми повинні користуватися… |
| — Капица П. Л. Свойства жидкого гелия // Природа. — 1997. — № 12. | |

За ДСТУ 3518-97: Температура — фізична величина, що є мірою інтенсивності теплового руху атомів і молекул.
Температуру, що входить як параметр у розподіл Больцмана, часто називають температурою збудження, у розподіл Максвелла — кінетичною температурою, у формулу Саха — іонізаційною температурою, у закон Стефана — Больцмана — радіаційною температурою. Для системи, що перебуває у термодинамічній рівновазі, усі ці параметри рівні між собою, і їх називають просто температурою системи.

### Температурні шкали
Для однозначного визначення температури різними методами й на основі зміни різних властивостей термометричних тіл, термометри необхідно градуювати. Для цього використовуються температурні шкали. В основі температурних шкал — особливі реперні точки, яким присвоюється певне значення температури. Історично склалися різні температурні шкали, що використовують різні реперні точки, які пов'язані з певними фізичними явищами, що відбуваються за певних температур.
У Міжнародній системі одиниць (SI) одиниця вимірювання термодинамічної температури належить до семи основних одиниць і виражається у кельвінах. До одиниць SI, які мають спеціальну назву, належить градус Цельсія для вимірювання температури за шкалою Цельсія. На практиці часто застосовують градуси Цельсія через історичну прив'язку до важливих характеристик води — температури танення льоду (0 °C) і температури кипіння (100 °C). Це зручно, оскільки більшість кліматичних процесів, процесів у живій природі, тощо пов'язані з цим діапазоном. Зміна температури на один градус Цельсія тотожна зміні температури на один Кельвін. Тому після введення в 1967 році нового визначення Кельвіна, температура кипіння води перестала грати роль незмінної реперної точки і, як показують точні вимірювання, вона вже не дорівнює 100 °C, а близька до 99,975 °C.
У Міжнародній системі одиниць (SI) для вимірювання температури застосовується шкала Кельвіна і символ {\displaystyle K} (за цієї умови знак градуса ° відсутній). Широкий вжиток також мають системи Цельсія і Фаренгейта.

#### ШкалаКельвін
0 градусів відповідають абсолютному нулю, тобто повній відсутності руху молекул. Інша реперна точка — потрійна точка води. Її температура 273,16 К вибрана так, щоб один кельвін відповідав одному градусу за шкалою Цельсія. Температура за шкалою Кельвіна називається абсолютною температурою. Вона позначається великою латинською літерою T. Шкала Кельвіна використовується у фізиці. Її називають термодинамічною шкалою, оскільки вона найкраще визначена. Наприклад, problems точка води на відміну від температури замерзання, не залежить від тиску.

#### ШкалаЦельсія
0 °C відповідає температура замерзання води, 100 °C — температура кипіння води (під дією тиску в 1 атмосферу). Здебільшого температура за шкалою Цельсія позначається маленькою латинською літерою t.

#### ШкалаФаренгейта
Замерзания і кипіння води розділяють 180 °F. Один градус за Фаренгейтом дорівнює 5/9 кельвіна або градуса Цельсія. Вода замерзає за 32 °F, а кипить за 212 °F.
Існували також інші системи вимірювання температури, які тепер вийшли з ужитку:
- шкала Ранкіна
- шкала Деліля
- шкала Ньютона
- шкала Реомюра
- шкала Ремера

Формули для визначення відповідності між основними шкалами:
За Цельсієм{\displaystyle \Longleftrightarrow }за Кельвіном{\displaystyle \Longleftrightarrow } за Фаренгейтом:

{\displaystyle {\frac {T_{Celsius}-0}{100}}={\frac {T_{Kelvin}-273,15}{100}}={\frac {T_{Fahrenheit}-32}{180}}\,}

За Цельсієм{\displaystyle \Longleftrightarrow }за Реомюром{\displaystyle \Longleftrightarrow }за Ранкіном:

{\displaystyle {\frac {T_{Celsius}-0}{100}}={\frac {T_{Reaumur}-0}{80}}={\frac {T_{Rankine}-32-459,67}{180}}\,}

За Кельвіном{\displaystyle \Longleftrightarrow }за Цельсієм:

{\displaystyle T_{Celsius}=T_{Kelvin}-273,15\,}

{\displaystyle T_{Kelvin}=T_{Celsius}+273,15\,}

За Кельвіном{\displaystyle \Longleftrightarrow }за Фаренгейтом:

{\displaystyle T_{Fahrenheit}={\frac {9}{5}}\cdot T_{Kelvin}-459,67}

{\displaystyle T_{Kelvin}={\frac {5}{9}}\cdot (T_{Fahrenheit}+459,67)}

За Цельсієм{\displaystyle \Longleftrightarrow }за Фаренгейтом:

{\displaystyle T_{Fahrenheit}=32+{\frac {9}{5}}\cdot T_{Celsius}}

{\displaystyle T_{Celsius}={\frac {5}{9}}\cdot (T_{Fahrenheit}-32)}

### Зіставлення температурних шкал
| Явище                                | за Кельвіном | за Цельсієм | за Фаренгейтом | за Ранкіном | за Делілем | за Ньютоном | за Реомюром | за Ромером |
| ------------------------------------ | ------------ | ----------- | -------------- | ----------- | ---------- | ----------- | ----------- | ---------- |
| Абсолютний нуль                      | 0            | −273,15     | −459,67        | 0           | 559,725    | −90,14      | −218,52     | −135,90    |
| Суміш льоду і солі (за Фаренгейтом)  | 255,37       | −17,78      | 0              | 459,67      | 176,67     | −5,87       | −14,22      | −1,83      |
| Замерзання води (за нормальних умов) | 273,15       | 0           | 32             | 491,67      | 150        | 0           | 0           | 7,5        |
| Середня температура людського тіла   | 310,0        | 36,85       | 98,2 ¹         | 557,9       | 94,5       | 12,21       | 29,6        | 26,925     |
| Кипіння води (за нормальних умов)    | 373,15       | 100         | 212            | 671,67      | 0          | 33          | 80          | 60         |
| Плавлення титану                     | 1941         | 1668        | 3034           | 3494        | −2352      | 550         | 1334        | 883        |
| Поверхня Сонця                       | 5800         | 5526        | 9980           | 10440       | −8140      | 1823        | 4421        | 2909       |

¹ За шкалою Фаренгейта традиційно нормальною температурою людського тіла вважається 98,6 °F, а отже термометри враховують цю неточність.
² Деякі значення були заокруглені.

## Історія
Слово «температура» виникло в часи, коли люди вважали, що у більш нагрітих тілах міститься більша кількість особливої речовини — теплецю, ніж в менш нагрітих. Тому температура сприймалась як міцність суміші тіла і теплецю. Внаслідок цього одиниці вимірювання міцності спиртних напоїв та температури називаються однаково — градусами.

## Цікаві факти
- Найвища температура, досягнута за участі людини, ~ 10 трлн К (що є порівнянним з температурою Всесвіту у перші секунди його існування) була досягнута у 2010 році під час зіткнення іонів свинцю, прискорених до світлових швидкостей. Експеримент було проведено на Великому адронному колайдері[10].
- Найвища теоретично можлива температура — планківська температура. Вища температура за сучасними фізичними уявленнями не може існувати, оскільки надання додаткової енергії системі, нагрітої до такої температури, не збільшує швидкості частинок, а лише породжує у зіткненнях нові частки, за цієї обставини кількість частинок у системі зростає й зростає маса системи. Вище за планківську температуру гравітаційні сили між частинками стають порівняними із силами решти фундаментальних взаємодій. Можна вважати, що це температура «кипіння» фізичного вакууму. Вона приблизно дорівнює 1,41679(11)× 1032 K (~ 142 нонільйони K).
- Поверхня Сонця має температуру близько 6000 K, а сонячне ядро — близько 15 000 000 K.
- Найнижча температура, яка досягнута людиною, була отримана у 1995 році Еріком Корнеллом та Карлом Віманом із США під час охолодження атомів рубідію[11][12]. Вона перевищувала абсолютний нуль менше ніж на 1/170 мільярдну частку кельвіна (5,9× 10−12  K).
- Рекордно низьку температуру на поверхні Землі −89,2 °С було зареєстровано на радянській внутрішньоконтинентальній науковій станції «Восток», Антарктида (висота розташування 3488 м над рівнем моря) 21 червня 1983 року[13][14].
- 9 грудня 2013 року на конференції Американського геофізичного союзу група американських дослідників повідомила про те, що 10 серпня 2010 року температура повітря в одній з точок Антарктиди опускалась до −135,8 °F (−93,2° С). Цю інформацію було отримано за результатами аналізу супутникових даних НАСА[15]. На думку автора повідомлення Т. Скамбоса (англ. Ted Scambos) отримане значення не підлягає реєстрації як рекордне, оскільки визначене у результаті супутникових вимірювань, а не за допомогою термометра[16].
- Рекордно високу температуру повітря поблизу земної поверхні +56,7 °C було зареєстровано 10 липня 1913 року на ранчо Грінленд у долині Смерті (штат Каліфорнія, США). За іншими даними рекорд максимальної температури повітря на Землі в тіні досягнув позначки +72 °С в Іранській пустелі Деште-Лут в 2005 році[17][18].
- Насіння наземних рослин зберігають здатність проростати навіть після охолодження до −269 °C (наприклад мохи, папоротеподібні).